# Joana da Gama
Joana da Gama (Viana do Alentejo, cerca de 1520 – 21 de Setembro de 1586) foi uma escritora portuguesa. Terá sido provavelmente a primeira mulher a editar uma obra original no idioma português, e a primeira que teve um livro impresso com caracteres de imprensa.

## Biografia

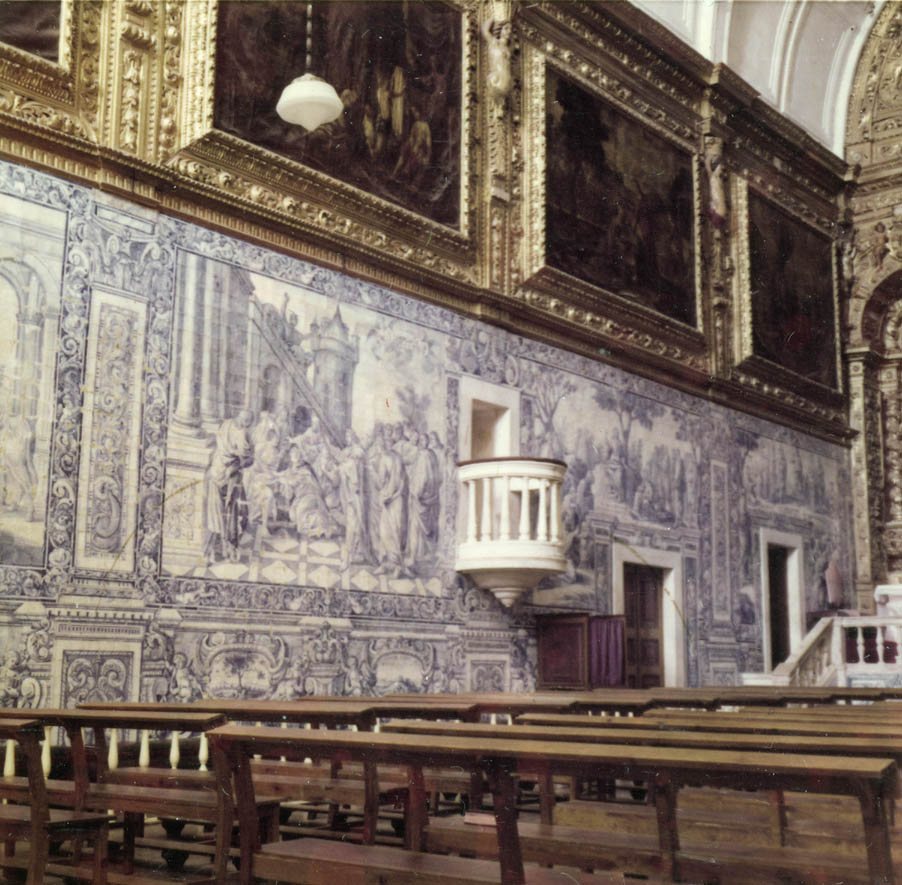
Interior da Igreja da Misericórdia de Évora.

Joana da Gama nasceu em cerca de 1520, em Viana do Alentejo, filha de Manoel do Casco e Filipa da Gama. Era uma parente afastada de Vasco da Gama.
Joana da Gama poderá ter sido uma escrava da rainha D. Catarina, segundo um documento relativo à compra de roupas, datado de 14 de Dezembro de 1543.
Após o seu casamento, mudou-se para Évora. No entanto, o seu esposo faleceu cerca de um ano e meio depois, tendo Joana da Gama permanecido naquela cidade. Não chegou a ter filhos. Após a viuvez, terá podido viver de forma independente, tendo a posse da casa e da fortuna. Já após a viuvez, foi responsável pela criação do Recolhimento do Salvador do Mundo, para albergar as senhoras que estivessem na mesma situação, embora ela própria nunca tenha chegado a se professar como freira.
Durante a segunda metade do Século, possivelmente cerca de 1555, publicou a obra Ditos da Freira - Ditos Diversos Feitos por uma Freira da Terceira Regra, Nos Quais se Contêm Sentenças Mui Notáveis e Avisos Necessários, que era continuada, na segunda metade, por uma colecção de Trovas, Vilancetes, Sonetos, Cantigas e Romances. Esta última parte consistia num conjunto de ditos ordenados alfabeticamente segundo palavras-chave, tendo por exemplo a entrada paixão sido seguida das frases A paixão obscurece o entendimento, Muita paixão corrompe o juízo, e A grande paixão tiraniza a vontade e rouba o senhorio da razão. Uma segunda edição da obra foi publicada ainda no mesmo século, mas sem a segunda parte. Embora este livro tenha sido publicado sem indicação do nome de autor, terá sido a primeira obra literária original de uma mulher portuguesa, além de ter sido igualmente o primeiro trabalho de uma portuguesa a ser feita através do uso de caracteres de imprensa, tendo provavelmente sido elaborado na tipografia de André de Burgos, em Évora. Os poemas seguem as formas líricas tradicionais, como motes glosados, vilancetes e cantigas, definidas por grandes autores como Bernardim Ribeiro e Gil Vicente, mostrando um bom conhecimento sobre o tema, e até tenha tentado introduzir uma medida nova no estilo italiano, apesar do seu afastamento em relação ao centro cultural do país. No entanto, os seus sonetos apresentam uma falta de perfeição e uma má aplicação da métrica, mostrando uma maior afinidade ao verso antigo, de arte maior, do que ao decassílabo. A obra oferece igualmente uma excelente noção do papel das mulheres na sociedade portuguesa quinhentista.
Joana da Gama morreu no dia 21 de Setembro de 1586, tendo o corpo sido enterrado na Igreja da Misericórdia de Évora.

## Homenagens e redescoberta
Uma das ruas de Viana do Alentejo recebeu o nome de D. Joana da Gama.
Embora a obra de Joana da Gama tenha sido descurada pelos investigadores ao longo dos anos, voltou a ser alvo de uma maior atenção nos princípios do Século XXI, tendo sido estudada pela professora Maria Teresa Gonçalves dos Santos, da Universidade de Évora, e Anne-Marie Quint, da Faculdade de Letras da Universidade de Lisboa. Anne-Marie Quint publicou em 2010 uma edição crítica da obra Ditos da Freira, parte de uma série de livros da Faculdade de Letras sobre a cultura feminina.
No seu livro A dona do tempo antigo: Mulher e Campo Literário no Renascimento Português (1495-1577) o escritor Roberto López-Iglésias Sanmartim descreveu as escritoras Joana da Gama, Leonor de Noronha e Luísa Sigea, referindo que as suas obras procuravam educar o público feminino nas regras morais e de comportamento que tinham sido inspiradas pelos autores humanistas do período renascentista.

## Leitura recomendada
- SANMARTIN, Roberto López-Iglésias (2003). A dona do tempo antigo: mulher e campo literário no Renascimento português (1495-1557). [S.l.]: Edicións Laiovento. ISBN 9788484870401